# Louis Raymond
Louis Bosman Raymond (Pretoria, 28 juni 1895 – Johannesburg, 30 januari 1962) was een Zuid-Afrikaans tennisspeler. Raymond behaalde zijn grootste succes door het winnen van olympisch goud in 1920. Op Wimbledon behaalde hij zowel in het enkelspel, het herendubbelspel en het gemengd dubbelspel de halve finale. In 1919 verloor Raymond de finale van het Queen's Club Championship van de Australiër Pat O'Hara Wood.